# 松前駅 (北海道)

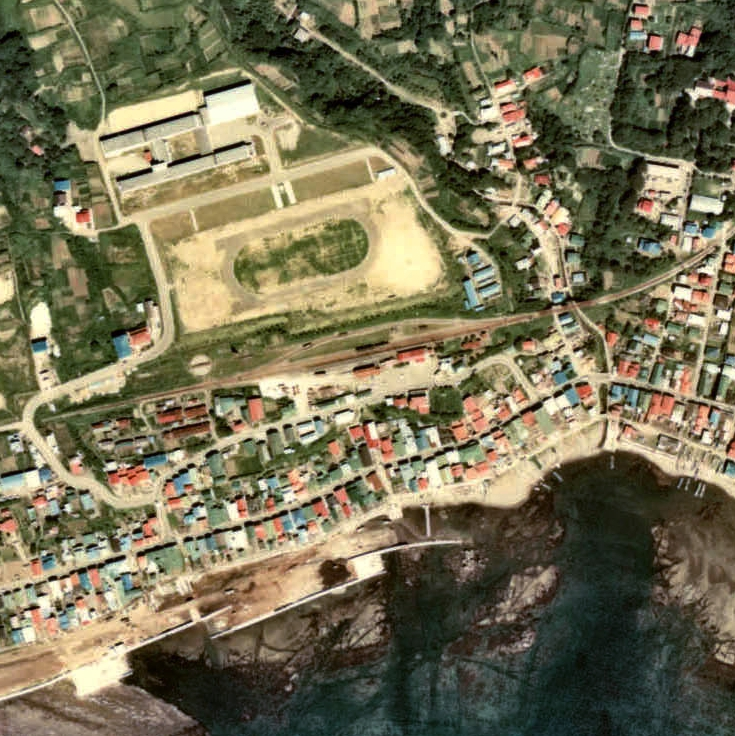
1976年の松前駅と周囲約750 m範囲。右が木古内・函館方面。単式ホームから左側に長い引上げ線を有し、駅裏側に留置線と機回し線、機回し線から左に転車台が残されているが車庫はない。

松前駅（まつまええき）は、かつて北海道（渡島支庁）松前郡松前町字博多にあった北海道旅客鉄道（JR北海道）松前線の駅（廃駅）である。電報略号はマエ。事務管理コードは▲141510。
1980年（昭和55年）まで運行されていた急行「松前」の発着駅だった。

## 歴史

### 年表
- 1953年（昭和28年）11月8日：日本国有鉄道（国鉄）福山線の渡島大沢駅 - 当駅間延伸に伴い、開業[3][4]。同時に、福山線が松前線に改称し、同線の駅となる[3][4]。一般駅[1]。
- 1963年（昭和38年）12月1日：準急「松前」運行開始。
- 1976年（昭和51年）：駅舎改築[5]。
- 1980年（昭和55年）10月1日：急行「松前」廃止により、優等列車の停車がなくなる。
- 1982年（昭和57年）11月15日：貨物取扱い廃止[1]。
- 1984年（昭和59年）2月1日：荷物取扱い廃止[1]。
- 1987年（昭和62年）
  - 3月16日：瀬棚線瀬棚駅の廃止に伴い、北海道最西端の駅となる。
  - 4月1日：国鉄分割民営化に伴い、北海道旅客鉄道（JR北海道）に継承[1]。
- 1988年（昭和63年）2月1日：松前線の廃線に伴い、廃駅[3][4]。

### 駅名の由来
当駅の所在する地名より。地名は、アイヌ語の「マツ・オ・マイ」（婦人のいる所）に由来するとされるが、江戸時代にこの地を支配した松前氏に由来するともいう。松前氏の「松前」については松平家康（後の徳川家康）の「松」と前田利家の「前」から採られたという説、あるいは城下の海に面した所に大きな松の木があり、船がこの木を目当てに出入したことから名付けられたとの説もある。

## 駅構造
廃止時点で、単式ホーム1面1線を有する地上駅で、松前線の終端駅であった。ホームは線路の南側（松前方面に向かって左手側）に存在した。旅客列車の発着に使用する駅舎側の1番線の北側にホームを有さない上下副本線の2番線、及び3番線を有した。3番線から分岐した側線はかつて転車台も有した炭水線であった。1番線の延長上は引き上げ線となっており、また駅舎側に戻る形で分岐し駅舎西側の切欠き部分の貨物ホームへの貨物側線を1本有していた。
職員配置駅で、駅舎は線路の南側に位置しホーム中央部分に接していた。駅舎は1976年（昭和51年）に開業時からの駅舎の出入口部分を増改築した建物であった。ホームはアスファルト舗装されていた。
「わたしの旅スタンプ」が設置されていた。
線路は松前町大島地区までの延長計画があり、未成線の橋脚などが残っている。

## 利用状況
- 1981年度（昭和56年度）の1日乗降客数は425人[5]。

## 駅周辺
- 国道228号（松前国道）
- 北海道道380号松前停車場線
- 北海道道435号松前港線
- 松前町役場
- 松前警察署
- 松前郵便局
- 松前町立松前中学校
- 松前町立松城小学校
- 北洋銀行松前支店
- 道南うみ街信用金庫松前支店
- 徳山大神宮 - 渡島国一宮。
- 大館跡(国指定史跡) - 道南十二館のひとつ。
- 松前城(国指定史跡) - 駅から北に約1km[5]。
- 松前公園 - 駅から北に約1 km[5]。日本の歴史公園100選の1つで、また日本さくら名所100選（夫婦桜で有名）の1つでもある。
- 松前湾
- 函館バス「博多公宅前」停留所

## 駅跡

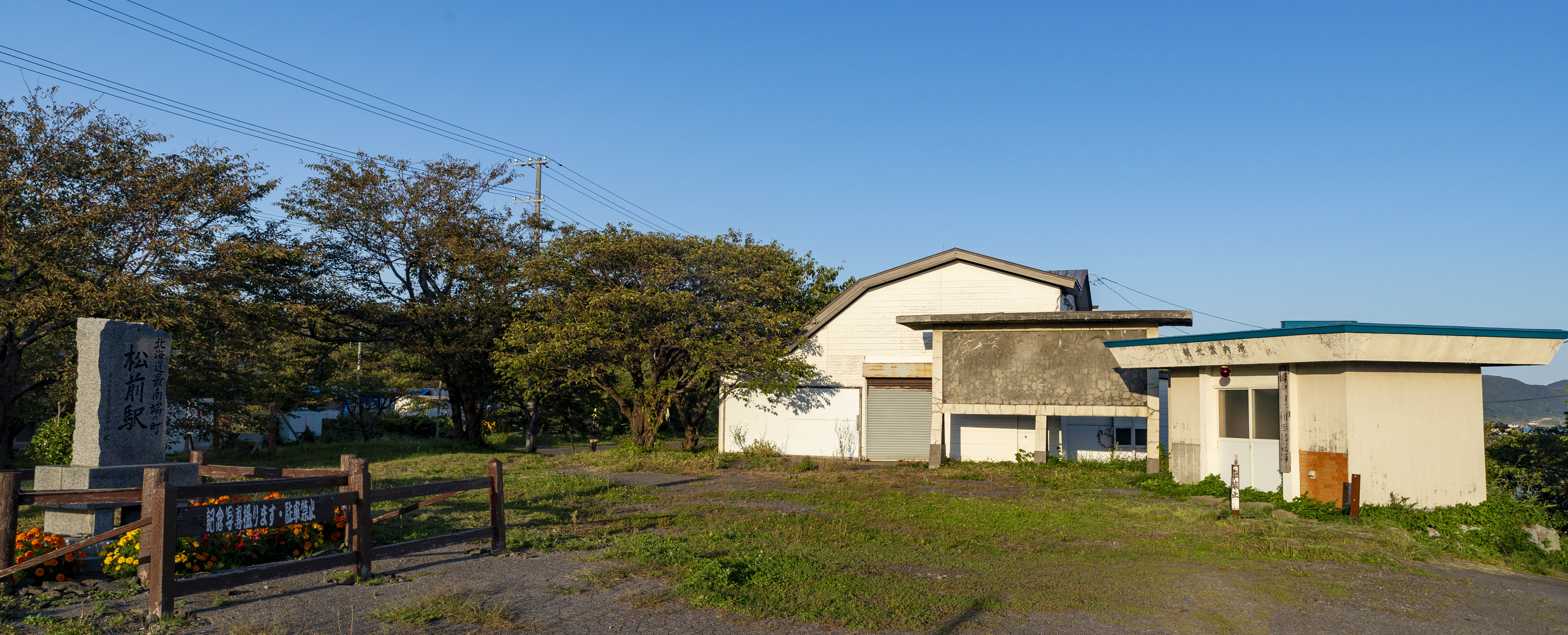
松前駅跡（2014年9月）

1999年（平成11年）時点では駅跡に、路線廃止前から存在していた「北海道最南端の町 松前駅」の石碑と当時の駅前商店が残存していた。2010年（平成22年）時点では石碑は残り、ホームの一部も残存していた。2011年（平成23年）時点では旧駅構内は駐車場と広場になっており、旧観光案内所と観光案内板も残存していた。
駅の及部方にあった松前トンネルの坑口は、1999年（平成11年）時点では及部方は消えているが、松前方はトンネル周囲の石垣に似た石組みで塞がれていた。2010年（平成22年）時点でも同様の状況であり、松前方は2012年（平成24年）時点でも同様であった。

## エピソードなど
- テレビドラマ『走れ!ケー100』の「機関車は櫓で行くギッチラコ（松前の巻）」（1973年10月12日放送、同作品第27回）で当駅が登場する。登場シーンは「紋太（演 - 大野しげひさ）が、東京に帰る節子（演 - 大川栄子）を見送るために『ケー100』に乗って当駅に行ったが、すでに列車（キハ20系）は動き始めていた」という場面である。

## 隣の駅
北海道旅客鉄道（JR北海道）
松前線
及部駅 - 松前駅
松前線（未成区間）
松前駅 - 館浜駅（計画・仮称）